# Stock Light
Stock Light, anteriormente chamada de Stock Series, é uma categoria de Stock Car.  Ela é uma categoria de acesso à categoria principal da Stock Car Pro Series. Utiliza motores V8 Chevrolet de 380 cavalos.

## História
A Stock Car Light foi criada em 1993, chamando-se Stock Car B, com o objetivo de facilitar o acesso aos estreantes na Stock Car. Com provas ocorrendo como preliminares da Stock Car, seguindo o mesmo calendário. Ela usava o Chevrolet Omega, quase o mesmo da categoria principal, só que um pouco menor. Usava motor Chevrolet 4.1L, com 300cv e cambio sequencial.

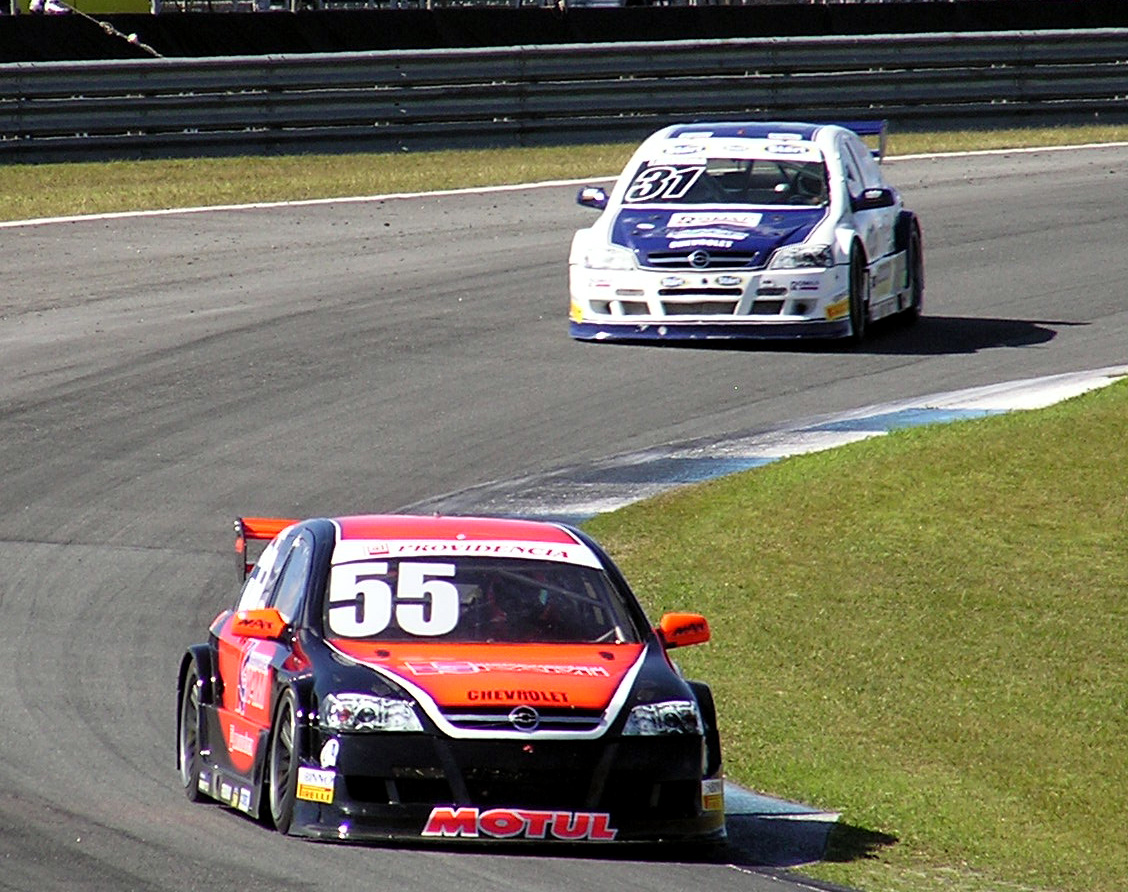
Dois Astra da Stock Car Light em Curitiba, 2006.

Em 2003 aconteceu a troca dos Ômega pelos mais modernos Astra. Na temporada de 2004 os Stock Light trocaram os motores Chevrolet 4.1 (que eram do tempo dos Opalas) por motores Chevrolet 5.7L (348) V8 com 350cv.
Em 2008, a categoria mudou de nome, passou a se chamar Copa Vicar, e recebeu também outros modelos de carros, como o Peugeot 407, Mitsubishi Lancer começaram a correr contra os Chevrolet Astra da categoria.
Em 2021 a premiação para o vencedor é de R$1,2 milhão. A partir de 2023, o Grupo Veloci, controlador da Stock Car, aumentou o valor da premiação para R$ 2,5 milhões. Em 2025, a categoria volta a se chamar Stock Light.

### Copa Montana
Em 10 de março de 2010 foi anunciada a fusão da categoria com a Pick-Up Racing, criando a Copa Chevrolet Montana, nova divisão de acesso à categoria principal da Stock Car. Categoria existiu de 2010 a 2012.

### Brasileiro de Turismo
Nas temporadas de 2013 a 2017 o campeonato chamou-se Campeonato Brasileiro de Turismo, sem contar com qualquer marca de montadora.

## Aspectos técnicos e informações
- Motor: V8 de 340cv;
- Push-to-pass: 40cv extras;
- Pneus: Hankook, 48 unidades;
- Velocidade máxima: Cerca de 270 km/h;
- Premiação: R$ 700 mil;
- Teto de Gastos: R$ 750 mil.

## Campeões
| Ano  | Piloto                     | Equipe                            | Construtor/Carro                            | Pneu | Info   |
| ---- | -------------------------- | --------------------------------- | ------------------------------------------- | ---- | ------ |
| 1993 | Carlos Col George Lemonias | CarXpert Prüstel GP               | Opala Protótipo                             | C    | [ 6 ]  |
| 1994 | Nonô Figueiredo            | Team NapoLub                      | Omega GM V6 4,1L Carburado                  | P    | [ 7 ]  |
| 1995 | Ariel Barranco             | Ultimate Speed                    | Omega GM V6 4,1L Carburado                  | C    | [ 8 ]  |
| 1996 | Alessandro Weiss           | Conserva Pescador Racing          | Omega GM V6 4,1L Carburado                  | M    | [ 9 ]  |
| 1997 | Cacá Bueno                 | WB Motorsports/Brahma Sports Team | Omega GM V6 4,1L Carburado                  | C    | [ 10 ] |
| 1998 | Carlos Cunha               | BOE Owlride Autosport             | Omega GM V6 4,1L Carburado                  | P    | [ 11 ] |
| 1999 | Mário Covas Neto           | BOE Owlride Autosport             | Omega GM V6 4,1L Carburado                  | P    | [ 12 ] |
| 2000 | Rogério Motta              | Carlos Alves Competições          | Omega GM V6 4,1L Carburado                  | F    | [ 13 ] |
| 2001 | Thiago Marques             | Action Power Racing               | Omega GM V6 4,1L Carburado                  | B    | [ 14 ] |
| 2002 | Mateus Greipel             | FF Racing                         | Omega GM V6 4,1L Carburado                  | P    | [ 15 ] |
| 2003 | Luiz Carreira Jr.          | RCM Motorsport                    | Astra Chevrolet 5.7L (348) V8 com 350cv     | P    | [ 16 ] |
| 2004 | Diogo Pachenki             | PowerTech                         | Astra Chevrolet 5.7L (348) V8 com 350cv     | P    | [ 17 ] |
| 2005 | Renato Jader David         | Carreira Racing                   | Astra Chevrolet 5.7L (348) V8 com 350cv     | P    | [ 18 ] |
| 2006 | Marcos Gomes               | Nova-RR Competições               | Astra Chevrolet 5.7L (348) V8 com 350cv     | P    | [ 19 ] |
| 2007 | Norberto Gresse            | AMG Motorsport                    | Astra Chevrolet 5.7L (348) V8 com 350cv     | P    | [ 20 ] |
| 2008 | Fábio Carreira             | RCM Motorsport                    | Mitsubishi Lancer Evolution VIII            | G    | [ 21 ] |
| 2009 | Rafael Daniel              | Full Time Sports                  | Peugeot 407 Sedan 5.7L V8 211cv             | G    | [ 22 ] |
| 2018 | Raphael Reis               | W2 Racing                         | Protótipo JL modelo G-12 motor V8 Stock Car | P    | [ 24 ] |
| 2019 | Guilherme Salas            | KTF Sports                        | Protótipo JL modelo G-12 motor V8 Stock Car | P    | [ 25 ] |
| 2020 | Pietro Rimbano             | KTF Sports                        | Protótipo JL modelo G-12 motor V8 Stock Car | P    | [ 26 ] |
| 2021 | Felipe Baptista            | KTF Sports                        | Protótipo JL modelo G-12 motor V8 Stock Car | P    | [ 27 ] |
| 2022 | Vitor Baptista             | W2 Racing                         | Protótipo JL modelo G-12 motor V8 Stock Car | P    | [ 28 ] |
| 2023 | Zezinho Muggiati           | W2 ProGP                          | Protótipo JL modelo G-12 motor V8 Stock Car | H    | [ 29 ] |
| 2024 | Arthur Gama                | Artcon Racing                     | Protótipo JL modelo G-12 motor V8 Stock Car | H    | [ 30 ] |